# جوردونستون (مدرسة)
جوردونستون (بالإنجليزية: Gordonstoun)‏ هي مدرسة مستقلة للتعليم المشترك للتلاميذ للإقامة في الداخلي أو اليومي بموراي في اسكتلندا. وتم تحديدها فيما بعد ب 150 فدان (61 هكتار) كانت تعود ملكيتها في الأصل للسير روبرت جوردون في القرن السابع عشر؛ المدرسة الآن تستخدم هذه الملكية كحرم جامعي. وهي تقع في دوفوس في الشمال الغربي من الجين. وهي مدرسة عامة في استخدام مصطلحات الإنجليزية كما هي محددة في قانون المدارس العامة لعام 1868. وتتبع المدرسة ممارسات معينة مثل استخدام اختبار القبول المشترك لسن 13 عامًا أو أكثر.
تأسست جوردونستون عام 1934 على يد المعلم الألماني كورت هاهن، وبها حوالي 500 طالب مقيم بالداخلي بالإضافة إلى حوالي 100 تلميذ يومي ما بين عمر 6 و 18 عامًا. مع تجاوز عدد أعضاء هيئة التدريس 100 طالب، فإن نسبة الطلاب إلى المدرسين منخفضة مقارنة بالمعدل في المملكة المتحدة. هناك ثمانية منازل للإقامة الداخلية، في السابق كانت تسعة منازل قبل إغلاق منزل ألتير في صيف عام 2016، بما في ذلك بنايتان يعود تاريخهما للقرن السابع عشر كانتا جزءًا من العقار الأصلي. اما المنازل الأخرى فقد بنيت أو عدلت منذ إنشاء المدرسة.
لدى جوردونستون عدد قليل من الخريجين البارزين. وقد تم تعليم ثلاثة أجيال من العائلة المالكة البريطانية في جوردونستون، بما في ذلك دوق أدنبرة وأمير ويلز. ونظرًا لتأثير الدكتور هان، كان للمدرسة علاقة قوية مع ألمانيا. وهي جزء من مؤتمر راوند اسكوير (Round Square) للمدارس، وهو مجموعة تضم أكثر من 80 مدرسة في جميع أنحاء العالم تأسست على تعليم هان. حوالي 30٪ من الطلاب الذين يحضرون إلى جوردونستون يأتون من الخارج.

## التاريخ
كشفت صحيفة «التليجراف» البريطانية أن طالب زميل للأمير تشارلز كسر أنفه عن عمد أثناء مباراة للرجبى عام 1966 في مدرسة «جوردونستون» بإسكتلندا ليؤكد له أنه ليس أفضل من نظرائه من الطلاب، وذلك وفقا لجراهام هيدلى، رئيس دار الأمير في المدرسة. وقالت الصحيفة: إن الطالب الذي أقدم على كسر أنف الأمير تشارلز تفاخر أمام أصدقائه بأنه ينوى أن «يصيب» وريث العرش قبل مباراة قاسية.
ونقلت «التليجراف» عن هيدلى تصريحاته لصحيفة الـ«ديلى ميل»، إذ قال إن الموظفين في المدرسة أبلغوا بعدم التطرق للواقعة وأن يخبروا الصحافة بأنها كانت مجرد حادثة، مشيرا إلى أن الجميع كان غاضبا من هذا الطالب الذي ضرب تشارلز، حتى أصدقائه. وأوضح أن هذا الطالب، الذي لم يكشف عن هويته وقال إنه توفى قبل أعوام، كان يريد أن يبين له أنه ليس أفضل من أي شخص في المدرسة لمجرد أنه من الأسرة المالكة، وضربه أثناء اللعب، حتى أنه خرج من الملعب وهو ينزف من أنفه المكسور. ورغم أن الشرطى المعنى بحماية تشارلز عرض أن يتدخل، إلا أن الأخير رفض تدخله، «لأنه لم يكن يريد أن يقاتل رجل شرطة معاركة الخاصة».

## أعلام
- روبرت باركلي